# Włosty (voivodato de Mazovia)
Włosty es un pueblo de Polonia, en Mazovia.  Se encuentra en el distrito (Gmina) de Regimin, perteneciente al condado (Powiat) de Ciechanów. Se encuentra aproximadamente a 5 km al noreste de Regimin, 11 km al norte de Ciechanów, y a 87 km  al norte de Varsovia.
Entre 1975 y 1998 perteneció al voivodato de Ciechanów.